# Informatique musicale
L'informatique musicale est une discipline qui comporte des aspects de synthèse sonore, d'aide à la composition musicale ou de composition musicale sans assistance humaine.
Dans les années 1950 - 1970, l'essor de la technologie numérique des ordinateurs a chamboulé la composition musicale qui, ayant abordé les limites de la musique électronique, retrouvait là une certaine logique de l'écriture et de composition du son lui-même.

## Définition
L'informatique musicale est une discipline qui comporte des aspects de synthèse sonore, d'aide à la composition musicale ou de composition musicale sans assistance humaine.

## État des lieux

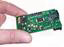
MEDALinside

Les travaux de René-Louis Baron, principalement axés sur l'intelligence artificielle, ont permis d'obtenir la génération automatique d'une multitude de mélodies orchestrées dites « à caractère populaire », c'est-à-dire « agréable à l'oreille » et aisément mémorisables. La découverte est basée sur de nouvelles règles musicales permettant, en temps réel, une interactivité « homme-machine » et, dans le domaine de la robotique, une réactivité musicale à tout paramètre physique extérieur. Le procédé et le dispositif sont actuellement protégés par brevets internationaux. Ils permettent notamment de minimiser le poids des programmes informatiques de composition musicale appliquant ce procédé (20 à 50Ko). Cette faculté majeure permet d'embarquer le logiciel dans une puce musicale à faible coût afin d'envisager une production industrielle visant des applications diverses (téléphonie, jouets, jeux vidéo, etc.).

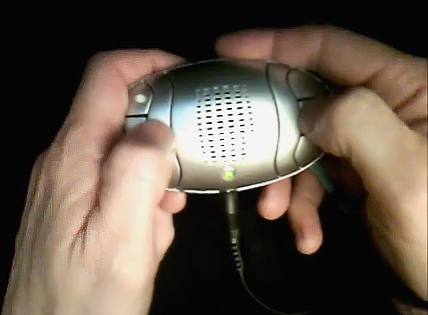
L'instrument de musique « Lodyone »

En 2013, une première application ludique et didactique est commercialisée sous le nom : « lodyone ». Il s'agit de la première version d'une nouvelle génération d'instruments de musique. L'utilisateur choisit tout d'abord un arrangement musical puis il impose à l'appareil la cadence rythmique de la mélodie qu'il désire à l'aide de touches de jeu (grave à aigu). À chaque pression d'une touche, le dispositif émet un son et plus précisément une hauteur de note en adéquation avec l'harmonie en cours de l'arrangement musical.
Parallèlement, depuis les années 1990, avec une accélération dans les années 2000 et 2010, les travaux et réalisations de François Pachet, scientifique et musicien, repoussent les limites de l'intelligence artificielle appliquée à la musique, avec des outils comme le Flow Composer, le continuator, le MusicSpace notamment,.